# Parti de l’Authenticité Mauritanienne
Die Parti de l’Authenticité Mauritanienne (PAM, arabisch حزب الأصالة الموريتانية, DMG Ḥizb al-Aṣāla al-mūrītānīya, en.: Party of Mauritanian Authenticity) war eine kleine politische Partei in Mauretanien. Sie wurde von Mohamed Mahmoud El Gharachi geführt.

## Geschichte
Die Partei trat bei den Parlamentswahlen 2013 an und gewann einen Sitz. Sie konnte bei den Parlamentswahlen 2018 keinen Sitz erringen und trat bei den Parlamentswahlen 2023 nicht mehr an.